# Иллеш, Эндре
Эндре Иллеш (венг. Illés Endre, до 1928 года — Андор Дежё Новотны, Novotny Andor Dezső; 4 июня 1902, Спишски-Штврток — 25 июля 1986, Будапешт) — венгерский писатель, драматург и театральный критик.

## Биография
Родился 4 июня 1902 года в деревне Чютёртёкхей в Австро-Венгрии (ныне Спишски-Штврток в Словакии). Сын Андора Новотны (Novotny Andor) и Берты Стшижувской (Sztrissovszky Berta).
Окончил школу в городе Лёче (ныне Левоча в Словакии). Затем учился на медицинском факультете Будапештского университета у Шандора Кораний.
Умер 25 июля 1986 года в Будапеште.

## Творчество
Литературную деятельность начал в 1930-х гг. Первые пьесы Иллеша «Яд» и «Лгуны» рассказывали о нравах буржуазного общества. Во время Второй мировой войны брался за переводы тех произведений, которые могли иметь антифашистское значение.
После освобождения Венгрии от фашистских захватчиков Иллеш написал драмы «Тристан» (совместно с И. Ваш, 1957, Театр имени Мора Йокаи, Будапешт), «Нетерпимые влюбленные» (1958, там же), в которых Иллеш ставит вопросы формирования новой социалистической морали и выступает против мещанства. Иллеш — автор драм «Песочные часы» (1961), «Тот, кто боится любить» (1964), «Анонимные письма» (1974), «Изабелла Испанская» (1976).
Творчество также включает сборники новелл «Шулеры» (1958), «Сто рассказов» (т. 1—2, 1966), «Меж водоворотов» (1975). 
В 1979 году на русском языке опубликовано «Избранное» Эндре Иллеша, составленное Агнеш Кун, с предисловием Андрея Туркова.
В 1975 году получил Премию имени Кошута, в 1962 и 1978 годах — премию имени Аттилы Йожефа.